# Danubiana Meulensteen Art Museum

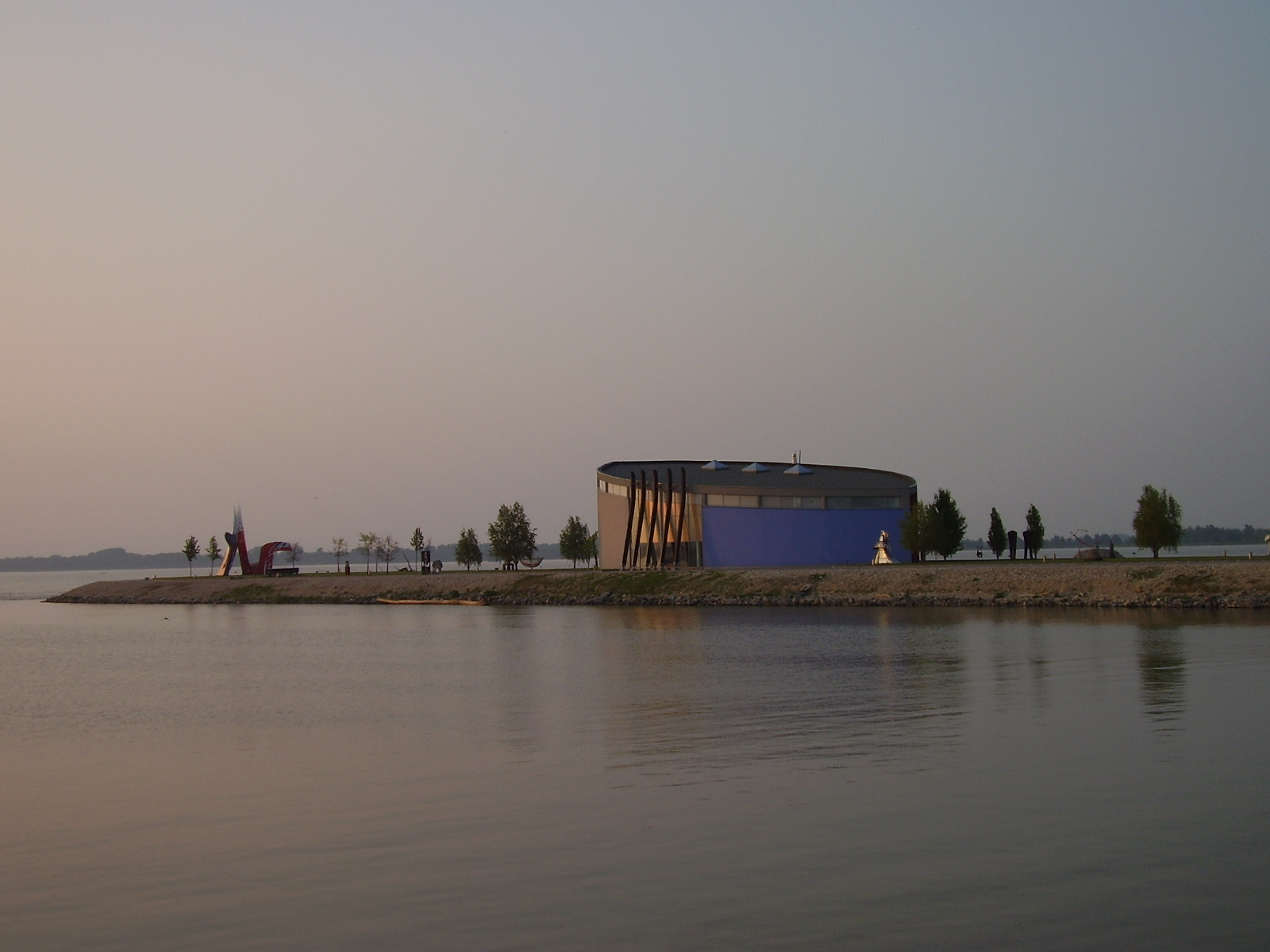
Danubiana Meulensteen Art Museum

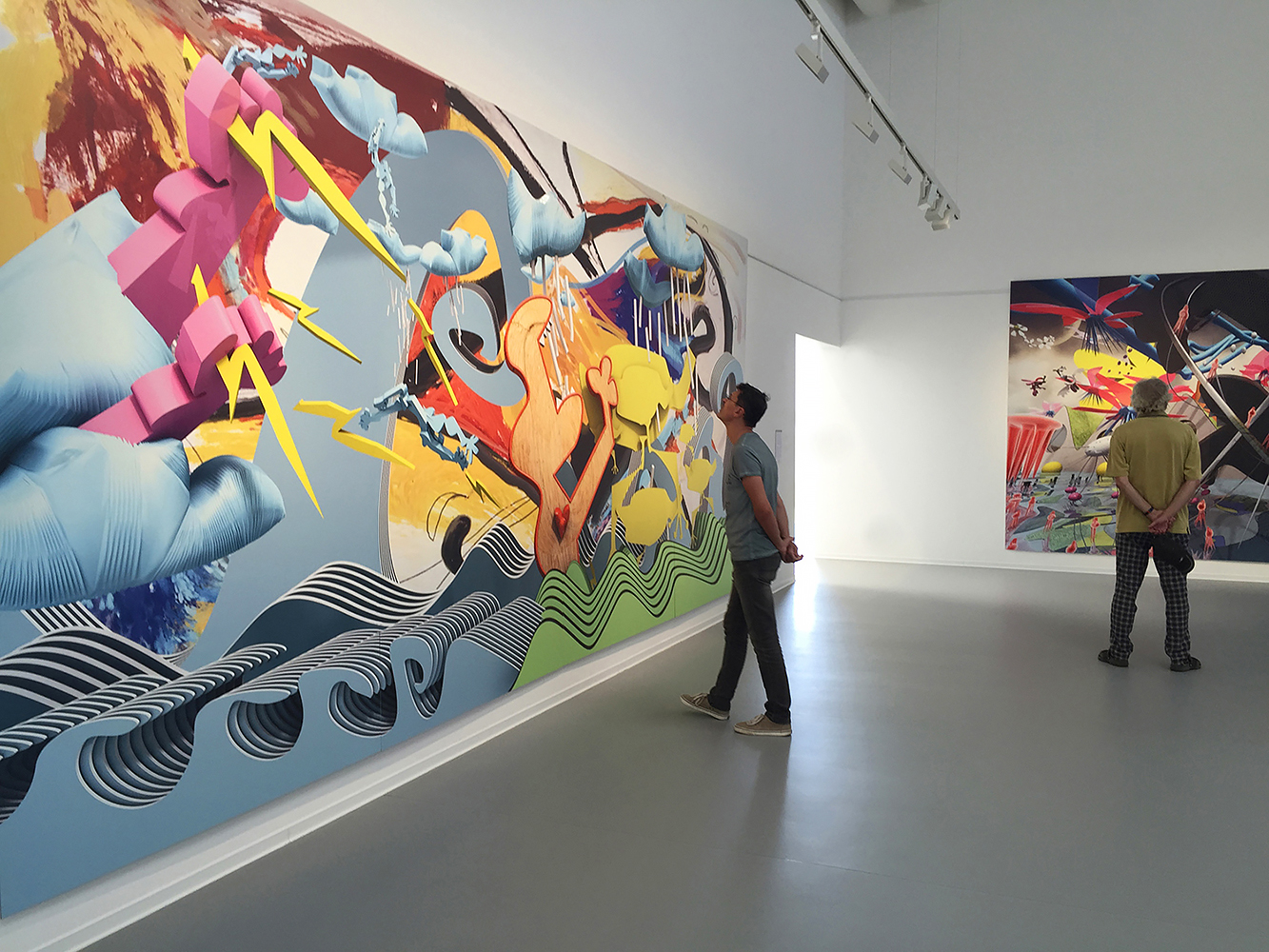
Tentoonstelling van werk van de Oekraïense kunstenaar Stepan Ryabchenko

Danubiana Meulensteen Art Museum of kortweg Danubiana is een museum en galerie voor moderne kunst, gelegen ongeveer 15 km ten zuiden van Bratislava, dicht bij de stadswijk Čunovo. Het museum bevindt zich op een schiereiland in de rivier de Donau. Het werd geopend op 5 september 2000. In 2014 onderging het complex een uitgebreide renovatie.

## Geschiedenis
In 1990 bezocht Vincent Polakovič met vrienden alle plaatsen waar de door hen bewonderde Vincent van Gogh had gewoond en gewerkt. Na terugkeer bouwde Polakovič de eerste particuliere kunstgalerie in Slowakije het Žltý dom Vincenta van Gogha (Gele Huis van Vincent van Gogh) in de stad Poprad (geopend in 1993). In 1994 ontmoette hij Gerard Meulensteen, een Nederlandse ondernemer en verzamelaar die hem van de middelen voorzag om een museum voor moderne kunst te bouwen bij Bratislava. Geïnspireerd door het concept van het Louisiana (museum) in de plaats Humlebæk aan de Sont besloten Polakovič en Meulensteen tot de bouw van een museum voor moderne kunst op een klein schiereiland in de Donau. De bouw begon in 1999. Op 9 september 2000 werd het geopend. Meulensteen schonk het museum in 2011 aan de Republiek Slowakije. In 2013 begon de bouw van een uitbreiding die in 2014 gereed kwam . De eerste tentoonstelling was gewijd aan de werken van Nederlandse kunstenaars uit de periode 1950-2000 waaronder Karel Appel, Gerti Bierenbroodspot, Eugène Brands, Corneille Ger Lataster en Jan Sierhuis. In het beeldenpark staan werken van El Lissitzky, Magdalena Abakanowicz, Jim Dine, Hans van de Bovenkamp, Jozef Jankovič, Arman, J. C. Farhi, Vladimír Kompánek, Rudolf Uher.

## Architectuur
Het oorspronkelijke idee van Polakovič was een museum te bouwen in de vorm van een Romeinse galei. De architect Peter Žalman nam dit idee over en ontwierp een ovaalvormig gebouw van twee verdiepingen  met aan de flanken van het gebouw symbolische roeispanen. Om meer ruimte te maken voor de permanente collectie van werken van Nederlandse en Slowaakse kunstenaars begon men in 2008 met de voorbereiding van een uitbreiding van het museum . Studenten van de Technische Universiteit Eindhoven en van de Technische Universiteit van Bratislava werkten in 2009 aan voorstellen voor het ontwerp van de uitbreiding. Men koos uiteindelijk niet voor een vergroting van het bestaande museumgebouw. De vormgeving van de nieuwe paviljoens, grenzend aan het bestaande museum, is een metafoor voor het water van de altijd aanwezige rivier. De vrij geplaatste tentoonstellingspaviljoens onder het dak roepen het dynamische landschap van de rivierbedding op – met grind, keien, wrakken en vegetatie . De opening was in september 2014.